# Embalse de Quéntar
El Embalse de Quéntar se encuentra situado en el centro de la provincia de Granada, España, sobre el cauce del río Aguas Blancas. Está íntegramente en el término municipal de Quéntar.

## Descripción
La presa de Quéntar fue inaugurada el 11 de mayo de 1976; se encuentra asentada en el cerro de los Bermejales (por donde se accede al pantano), y el cerro del Castillejo. Su muro tiene una altura de algo más de 100 metros y posee una capacidad de 13,6 Hm³.
El pantano de Quéntar tiene como finalidad inmediata complementar el abastecimiento de aguas de la ciudad de Granada y los riegos de su vega. Junto con el de Canales, permite abastecer a una población superior a los 300 000 habitantes y atender las demandas de riego de unas 10 000 ha. La cuenca afluente es de 101,5 km² y su aportación media anual desde 30 Hm³. El aporte se hace por el canal de Quéntar que se une en la estación potabilizadora de la Lancha de Cenes con el canal de Loaysa proveniente del pantano de Canales. La presa es del tipo bóveda de doble curvatura con las siguientes características: altura 133 m; longitud de coronación 200 m; volumen de las excavaciones 175 000 m³; volumen del hormigón 275 000 m³.
El aliviadero posee una capacidad máxima de evacuación de 700 m³/s y está equipado con dos compuertas Taintor de 4,75 ×10 m. vertiendo el agua en salto de esquí. El espesor de la presa varía de 19,40 m en su base hasta los 4 m en la coronación. Posee dos tuberías de desagüe de 1,30 m de diámetro cerradas por válvulas de mariposa y Howell-Bunger. La presa se encuentra monitorizada con una completa instalación para la observación y registro de sus deformaciones, temperatura y estado tensional, contando con péndulos, extensómetros electroacústicos, termómetros tanto de aire como de agua, cápsulas tensiométricas, flexímetros, bases clinométricas y un sistema de medidas de desplazamientos por colimación en la coronación de la presa.

## Explotación

### Usos de las láminas de agua
Pesca
Deportes náuticos (vela, remo)
Baños

### Usos del agua desembalsada
Riego (1,6 Hm³, 3 500 Has.)
Abastecimiento (10,24 Hm³, 320 574 Hab.).
Electricidad (900 kW).

## Datos de la cuenca hidrográfica

### Características Ambientales
- Paisaje: desniveles relativamente acusados. Valle encajonado entre dos sierras.
- Vegetación: comunidades vegetales catalogadas. Vegetación climática 10%.
- Fauna: especies catalogadas de interés.
- Geología: dolomías y calizo-dolomías.
- Hidrogeología: acuíferos de Sierra de la Peza.
- Edafología: básicamente forestal.

### Características de la Cuenca
- Superficie: 101,5 km².
- Cota máxima de la cuenca: 2329 m s. n. m.
- Cota mínima de la cuenca: 935 m s. n. m.
- Precipitación media: 650 mm.
- Coeficiente de escorrentía media: 0,45.
- Aportación media anual: 30 Hm³.
- Máxima avenida de proyecto (m³/s. Periodo de retorno): 700 (T-500).

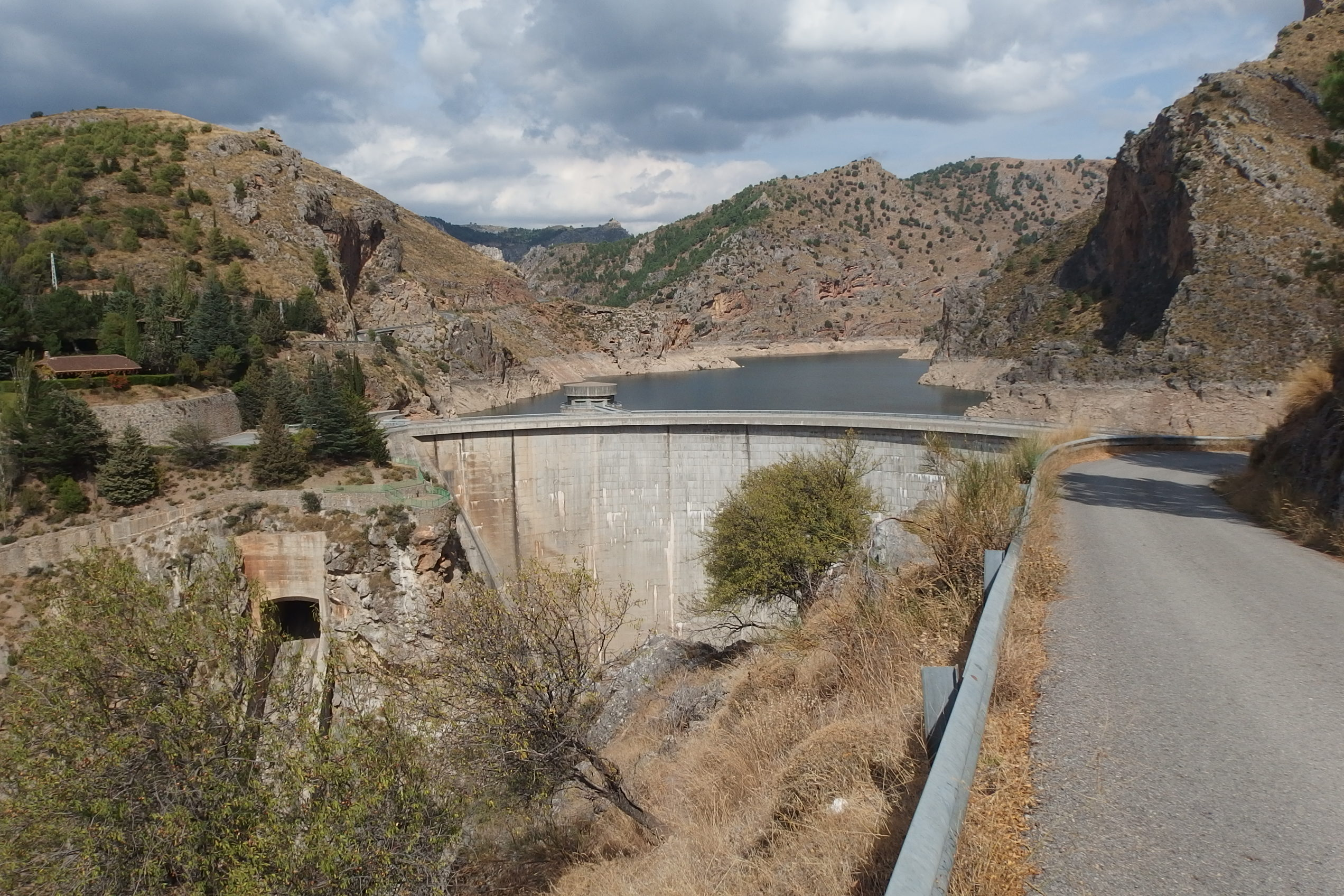
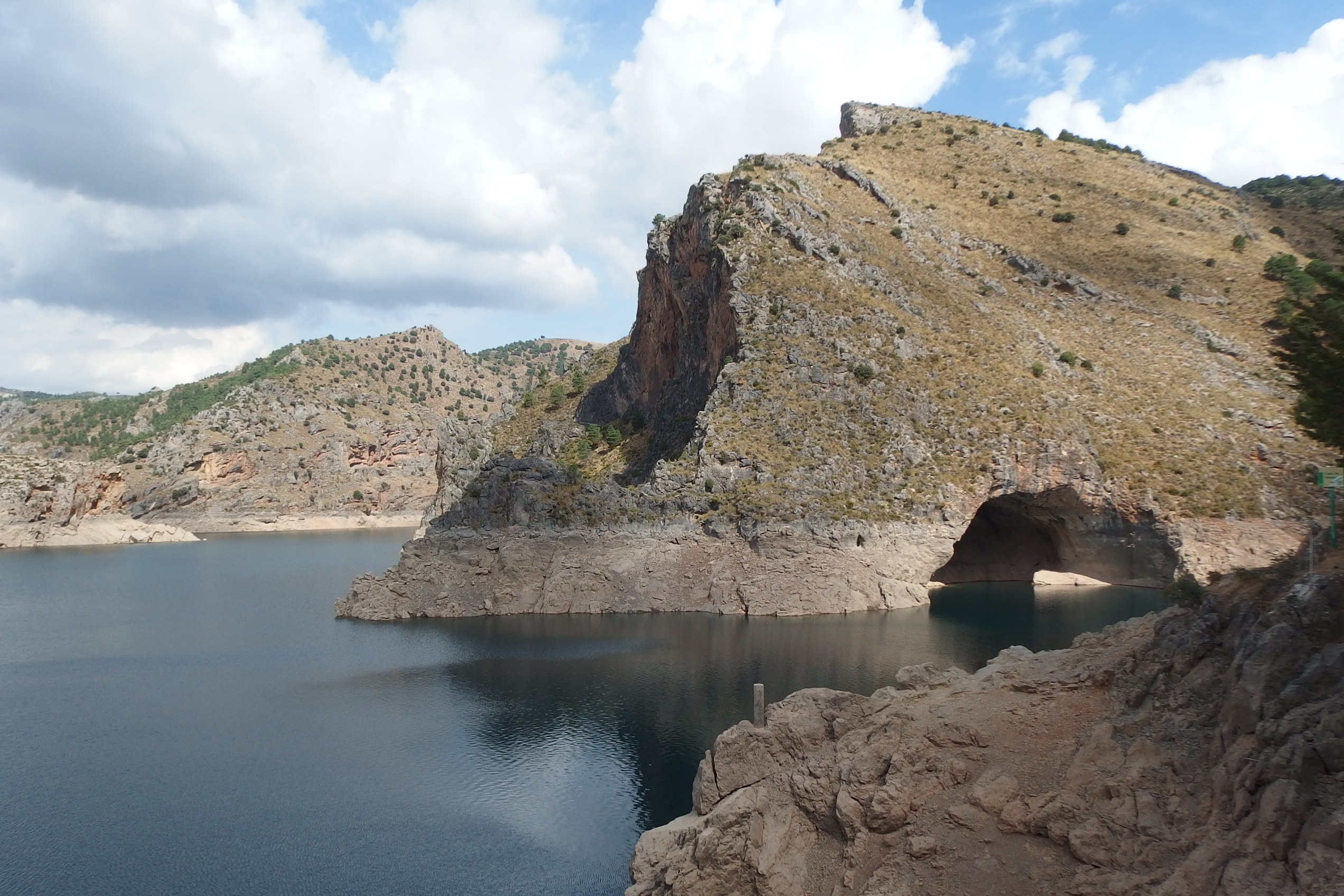
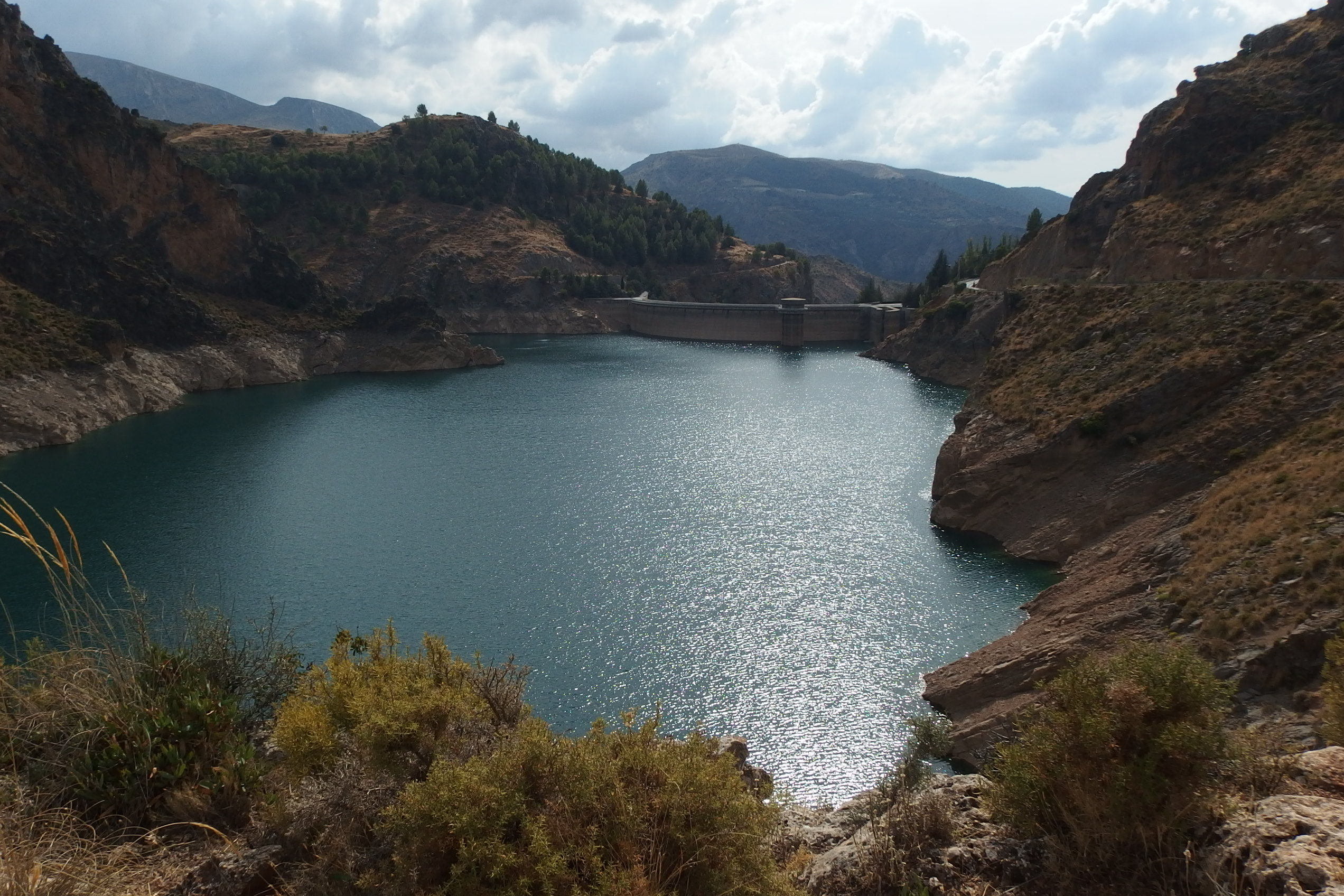
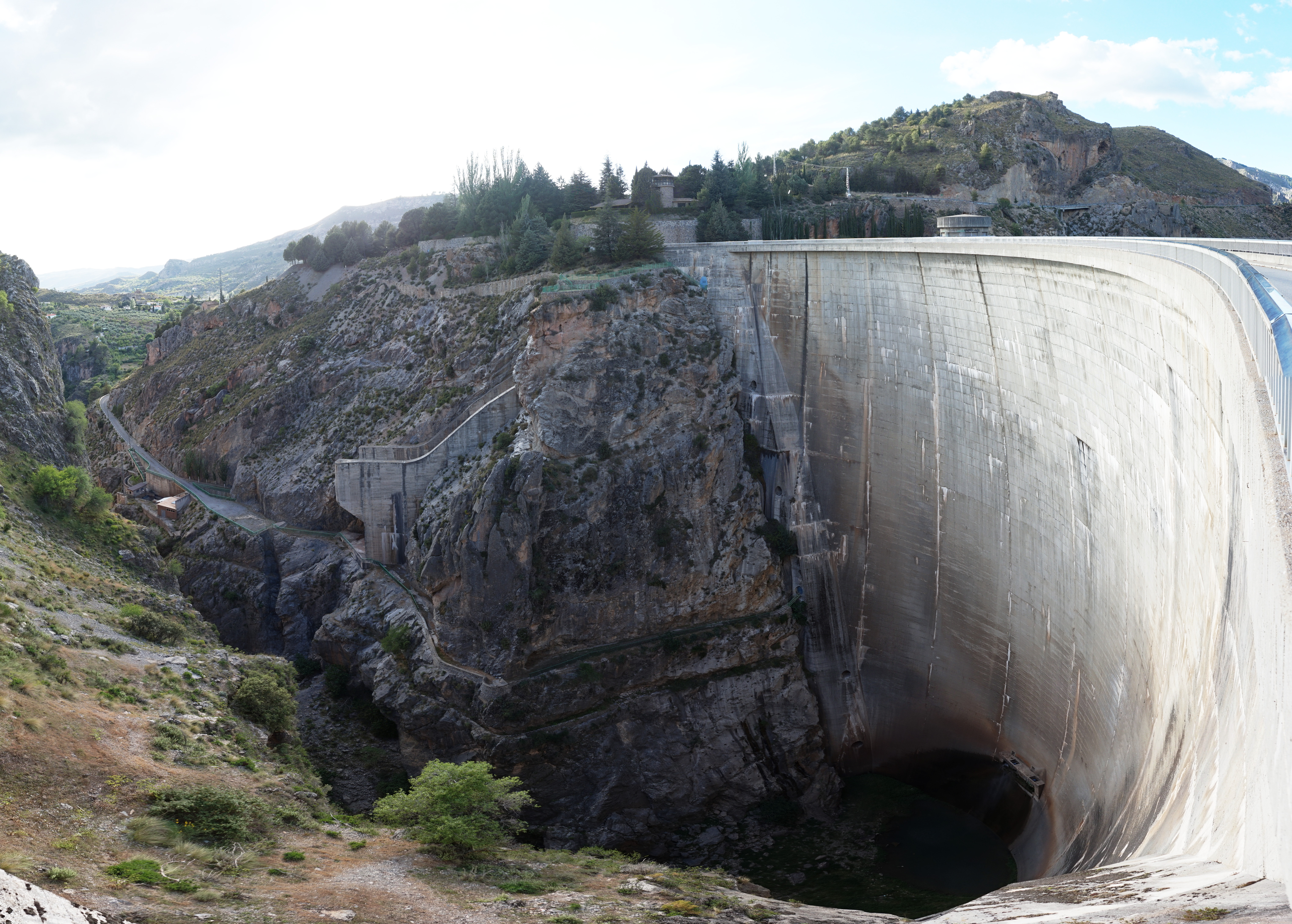